# George Constantine
George John Constantine (* 22. Februar 1918 in Southbridge; † 7. Januar 1968 ebenda) war ein US-amerikanischer Autorennfahrer.

## Karriere
George Constantine fuhr in den 1950er-Jahren Sportwagenrennen der SCCA-Serie in Nordamerika. Sein erstes Rennfahrzeug war ein Jaguar XK 120. 1956 gewann er auf einem Jaguar D-Type den Grand-Prix der Sportwagen in Watkins Glen. Constantine feierte viele Siege auf einem Aston Martin DBR2, wie die Nassau Trophy auf den Bahamas 1959. 1959 wurde er gemeinsam mit Walt Hansgen zum USSC Driver of the Year gewählt.
Seine Erfolge machten Constantine in den späten 1950er-Jahren in den USA zu einem bekannten Rennfahrer. Er gehörte daher zu den lokalen Größen, die zum ersten Großen Preis der USA 1959 nach Sebring eingeladen wurden. Constantine fuhr einen Cooper T45-Climax, den Michael Taylor für ihn gemeldet hatte. Das Rennen konnte der Amerikaner nicht beenden. Ein überhitzter Zylinder stoppte die Aktivitäten von Constantine, sodass er bei seinem Heimrennen nicht ins Ziel kam.
Er fuhr bis Mitte der 1960er-Jahre weiter Sportwagenrennen und wurde 1962 Fünfter beim 3-Stunden-Rennen in Daytona.

## Statistik

### Statistik in der Formel 1

#### Gesamtübersicht
| Saison | Team                       | Chassis    | Motor         | Rennen | Siege | Zweiter | Dritter | Poles | schn. Rennrunden | Punkte | WM-Pos. |
| ------ | -------------------------- | ---------- | ------------- | ------ | ----- | ------- | ------- | ----- | ---------------- | ------ | ------- |
| 1959   | Taylor-Crawley Racing Team | Cooper T45 | Climax 2.5 L4 | 1      | −     | −       | −       | −     | −                | −      | NC      |
| Gesamt | Gesamt                     | Gesamt     | Gesamt        | 1      | −     | −       | −       | −     | −                | −      |         |

#### Einzelergebnisse
| Saison | 1 | 2 | 3 | 4 | 5 | 6 | 7 | 8   | 9 |
| ------ | - | - | - | - | - | - | - | --- | - |
| 1959   |   |   |   |   |   |   |   |     |   |
|        |   |   |   |   |   |   |   | DNF |   |

| Legende  | Legende            | Legende                                                          |
| Farbe    | Abkürzung          | Bedeutung                                                        |
| -------- | ------------------ | ---------------------------------------------------------------- |
| Gold     | –                  | Sieg                                                             |
| Silber   | –                  | 2. Platz                                                         |
| Bronze   | –                  | 3. Platz                                                         |
| Grün     | –                  | Platzierung in den Punkten                                       |
| Blau     | –                  | Klassifiziert außerhalb der Punkteränge                          |
| Violett  | DNF                | Rennen nicht beendet (did not finish)                            |
| Violett  | NC                 | nicht klassifiziert (not classified)                             |
| Rot      | DNQ                | nicht qualifiziert (did not qualify)                             |
| Rot      | DNPQ               | in Vorqualifikation gescheitert (did not pre-qualify)            |
| Schwarz  | DSQ                | disqualifiziert (disqualified)                                   |
| Weiß     | DNS                | nicht am Start (did not start)                                   |
| Weiß     | WD                 | zurückgezogen (withdrawn)                                        |
| Hellblau | PO                 | nur am Training teilgenommen (practiced only)                    |
| Hellblau | TD                 | Freitags-Testfahrer (test driver)                                |
| ohne     | DNP                | nicht am Training teilgenommen (did not practice)                |
| ohne     | INJ                | verletzt oder krank (injured)                                    |
| ohne     | EX                 | ausgeschlossen (excluded)                                        |
| ohne     | DNA                | nicht erschienen (did not arrive)                                |
| ohne     | C                  | Rennen abgesagt (cancelled)                                      |
| ohne     | keine WM-Teilnahme |                                                                  |
| sonstige | P/fett             | Pole-Position                                                    |
| sonstige | 1/2/3/4/5/6/7/8    | Punktplatzierung im Sprint-/Qualifikationsrennen                 |
| sonstige | SR/kursiv          | Schnellste Rennrunde                                             |
| sonstige | *                  | nicht im Ziel, aufgrund der zurückgelegten Distanz aber gewertet |
| sonstige | ()                 | Streichresultate                                                 |
| sonstige | unterstrichen      | Führender in der Gesamtwertung                                   |

### Sebring-Ergebnisse
| Jahr | Team             | Fahrzeug                  | Teamkollege      | Teamkollege   | Platzierung            | Ausfallgrund |
| ---- | ---------------- | ------------------------- | ---------------- | ------------- | ---------------------- | ------------ |
| 1958 | David Brown Ltd. | Aston Martin DB2/4 MK.III | John Dalton      |               | Ausfall                | Lagerschaden |
| 1960 | Robert Publicker | Ferrari 250 GT California | Robert Publicker | Dean McCarthy | Rang 10                |              |
| 1961 | NART             | Ferrari Dino 246S         | Jim Hall         |               | Rang 6 und Klassensieg |              |
| 1962 | John Bunch       | Ferrari 250TR59/60        | Gaston Andrey    |               | Ausfall                | Vorderachse  |

### Einzelergebnisse in der Sportwagen-Weltmeisterschaft
| Saison | Team             | Rennwagen         | 1   | 2   | 3   | 4   | 5   | 6   | 7   | 8   | 9   | 10  | 11  | 12  | 13  | 14  | 15  |
| ------ | ---------------- | ----------------- | --- | --- | --- | --- | --- | --- | --- | --- | --- | --- | --- | --- | --- | --- | --- |
| 1958   | Aston Martin     | Aston Martin DB2  | BUA | SEB | TAR | NÜR | LEM | RTT |     |     |     |     |     |     |     |     |     |
| 1958   | Aston Martin     | Aston Martin DB2  | DNF |     |     |     |     |     |     |     |     |     |     |     |     |     |     |
| 1960   | Robert Publicker | Ferrari 250 GT    | BUA | SEB | TAR | NÜR | LEM |     |     |     |     |     |     |     |     |     |     |
| 1960   | Robert Publicker | Ferrari 250 GT    | 10  |     |     |     |     |     |     |     |     |     |     |     |     |     |     |
| 1961   | NART             | Ferrari Dino 246S | SEB | TAR | NÜR | LEM | PES |     |     |     |     |     |     |     |     |     |     |
| 1961   | NART             | Ferrari Dino 246S | 6   |     |     |     |     |     |     |     |     |     |     |     |     |     |     |
| 1962   | John Bunch       | Ferrari 250TR     | DAY | SEB | SEB | MAI | TAR | BER | NÜR | LEM | TAV | CCA | RTT | NÜR | BRI | BRI | PAR |
| 1962   | John Bunch       | Ferrari 250TR     | 5   |     | DNF |     |     |     |     |     |     |     |     |     |     |     |     |